# 鴨母坔
鴨母坔，是臺灣嘉義縣民雄鄉的一個傳統地域名稱，位於該鄉中部。相較於今日行政區，其範圍大致包括雙福村不含南部及東南部邊界地帶及東北部邊界地帶、文隆村不含西北部邊界地帶及南部兩塊凸出部分。

## 歷史
台灣日治初期，鴨母坔地區為一街庄（舊制街庄），稱為「鴨母坔庄」，隸屬於打貓南堡。該庄北邊西段與打貓街為鄰，北邊東段及東北邊與東勢湖庄為鄰，東南與北勢仔庄為鄰，南邊為塗樓庄、江厝店庄，西邊為菁埔庄。
1901年（日治明治三十四年）11月11日，全台設置二十廳，該庄隸屬於嘉義廳。1904年（明治三十七年）2月15日，該庄編入「牛斗山區」，隸屬於嘉義廳。1909年（明治四十二年）10月25日，全台整併二十廳為十二廳，該庄仍隸屬於嘉義廳。1910年（明治四十三年）1月18日，各區管轄區域調整，該庄改隸屬於嘉義廳的「打貓區」。
1920年（大正九年）10月1日，全台廢十二廳改設五州二廳，該庄改制為「鴨母坔」大字，隸屬於臺南州嘉義郡民雄庄（新制街庄）。
戰後民雄庄改制為民雄鄉，隸屬於臺南縣，大字亦改制為村。1950年（民國39年）10月，雲、嘉、南分治，民雄鄉改隸屬於嘉義縣。

## 聚落
本地區發展較早的聚落有鴨母坔、山仔腳、雙福等，在日治期初期的官方地圖上已有記載。

## 交通
台鐵縱貫線是台灣西部南北向鐵路幹線，經過本地區中西部。最近的車站在北側為民雄車站，在南側為嘉北車站。民雄車站屬三等站，停靠部分自強號、莒光號列車及全部區間車；嘉北車站屬簡易站，只停靠區間車；由此等可前往台鐵沿線各站。
省道台1線又稱「縱貫公路」，是臺北至楓港的傳統平面幹道，經過本地區中部。由該道路北行可前往民雄鄉民雄市區、溪口鄉東端、大林鎮、雲林縣大埤鄉/斗南鎮交界、斗南鎮等地，南行可前往嘉義市、水上鄉、臺南市後壁區、新營區等地。
縣道164號是金湖至民雄（實際終點在新庄子）的道路，經過本地區東北端。由該道路（大方向）西行可前往民雄鄉民雄市區、新港鄉、六腳鄉東北端、北港鎮、水林鄉、口湖鄉，並止於新港（金湖）聚落東側的省道台17線路口暨省道台61線（西部濱海快速公路）口湖交流道；東行可前往新庄子地區西南部，並止於縣道162乙線轉角路口。
鄉道嘉80線是鴨母坔至頭橋的道路。
鄉道嘉81線是頂寮至江厝店的道路。
鄉道嘉107線是民雄至溪底寮的道路。

## 學校
- 國立嘉義大學民雄校區
- 吳鳳科技大學
- 國立民雄農工

## 公共設施
- 嘉義縣表演藝術中心